# Giuseppe Alberigo
Giuseppe Alberigo (Cuasso al Monte, 21 de enero de 1926 - Bolonia, 15 de junio de 2007) fue un historiador italiano y editor de una historia del Concilio Vaticano II que señaló las discontinuidades del Concilio y las desviaciones respecto a la enseñanza anterior de la Iglesia. Benedicto XVI, por el contrario, ha propuesto el principio de la reforma en la continuidad el 22 de diciembre de 2005.

## Biografía

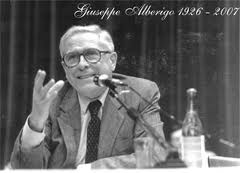
Giuseppe Alberigo

Giuseppe Alberigo recibió una licenciatura en derecho, estudiando con el historiador alemán Hubert Jedin, con Delio Cantimori en Florencia y bajo el vicario y monje diocesano Giuseppe Dossetti que fue uno de los progresistas más influyentes en el Concilio Vaticano II.
El trabajo más importante de Alberigo fue la dirección de la iniciativa editorial Storia del Concilio Vaticano II, pero su carácter progresista no tuvo una aceptación unánime entre los católicos, apareciendo reseñas críticas en L'Osservatore Romano. La obra de Giuseppe Alberigo y la "Escuela de Bolonia" es criticada porque apoya la hermenéutica de la discontinuidad, una interpretación del Concilio Vaticano II que le considera un evento crucial que marca un punto de inflexión en la historia de la Iglesia católica.
Tras la presentación del proyecto de ley sobre el Diritti e doveri delle persone stabilmente conviventi
(Derechos y deberes de las personas que conviven) (DiCo) presentado por las ministras Rosy Bindi y Barbara Pollastrini y las críticas provenientes de la jerarquía eclesiástica, el 13 de febrero de 2007 Alberigo promovió un llamamiento público en el cual invitó a la Conferencia Episcopal de Italia a no intervenir en una propuesta de votación oficial entre los políticos católicos italianos. El proyecto de ley nunca ha sido aprobado.
El 20 de abril de 2007, tras su ingreso en el hospital Policlinico Sant'Orsola-Malpighi, los familiares de Alberigo fueron informados por el prefecto de Bolonia Vincenzo Grimaldi de que el presidente de la República Giorgio Napolitano le había otorgado el honor de un  Caballero de la Gran Cruz de la República Italiana, diciendo que la suya era "una voz autorizada que enfatiza con conciencia crítica la importancia del aporte de la cultura católica en el debate de ideas en nuestro país".

## Obras
- Giuseppe Dossetti. Un itinerario spirituale, in collaboration with Melloni Alberto, Ravignani Eugenio Edizioni Nuova Dimensione, 2006
- Breve storia del concilio Vaticano II (1959-1965), Il Mulino editions, 2005
- Papa Giovanni (1881-1963), EDB editions, 2000
- Dalla laguna al Tevere. Angelo Giuseppe Roncalli da S. Marco a San Pietro, Il Mulino editions, 2000
- Storia del Concilio Vaticano II [vol 4], Ed. Il Mulino, 1999
- Il Concilio adulto. Il secondo periodo e la seconda intersessione (Settembre 1963-settembre 1964), Il Mulino, 1998
- Il cristianesimo in Italia, Edizioni Laterza, 1997
- Chiesa santa e peccatrice, Edizioni Qiqajon, 1997
- Il concilio di Trento. Istanze di riforma e aspetti dottrinali in collaboration with Scarpati Claudio, Alberigo Giuseppe Edizioni Vita e Pensiero, 1997
- Il cristianesimo in Italia, Mondadori, 1992
- La pace: dono e profezia in collaboration with Enzo Bianchi, Carlo Maria Martini, Edizioni Qiqajon, 1991, 2nd ed.
- Storia dei concili ecumenici  (cur.), Editrice Queriniana, 1990.
- La riforma protestante. Origini e cause, Editrice Queriniana, 1988, 2nd ed.